# 圣西尔维斯特堂 (的里雅斯特)

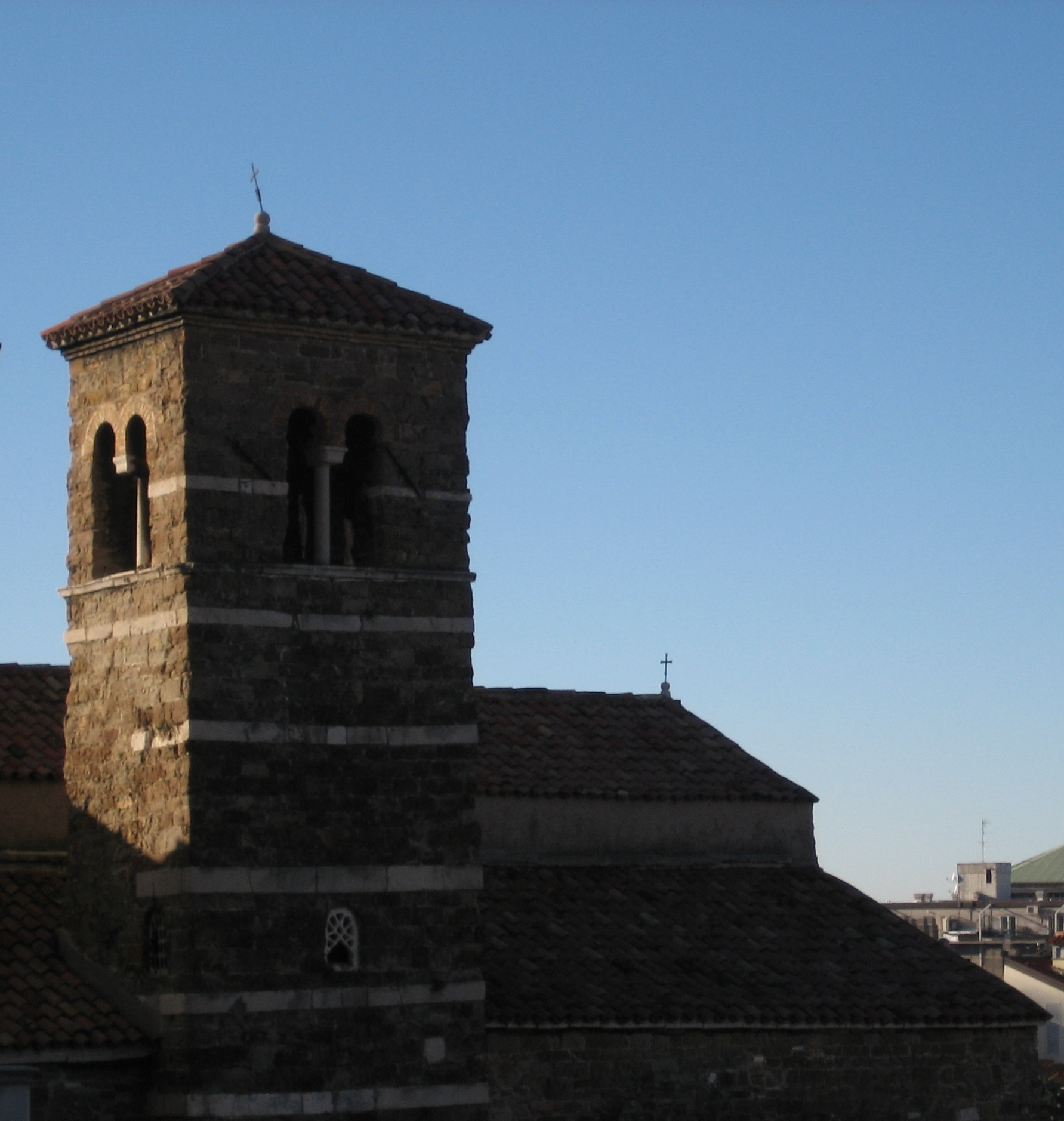
圣西尔维斯特堂

圣西尔维斯特堂（Basilika San Silvestro）是一座巴西利卡，位于意大利北部城市的里雅斯特。这是一座11世纪的罗曼式建筑，也是该市现存最古老的宗教建筑。自1785年以来，该建筑一直归归正宗所有。1927年，他们与瓦勒度派达成协议，该堂由这两个新教教会使用。

## 名称
该堂得名于教宗西尔维斯特一世。

## 位置
该堂位于圣儒斯定山（San Giusto）山脚下的大学街（Via del Collegio），毗邻巴洛克风格的天主教堂圣母堂（Santa Maria Maggiore）。